# Agricola (Spiel)

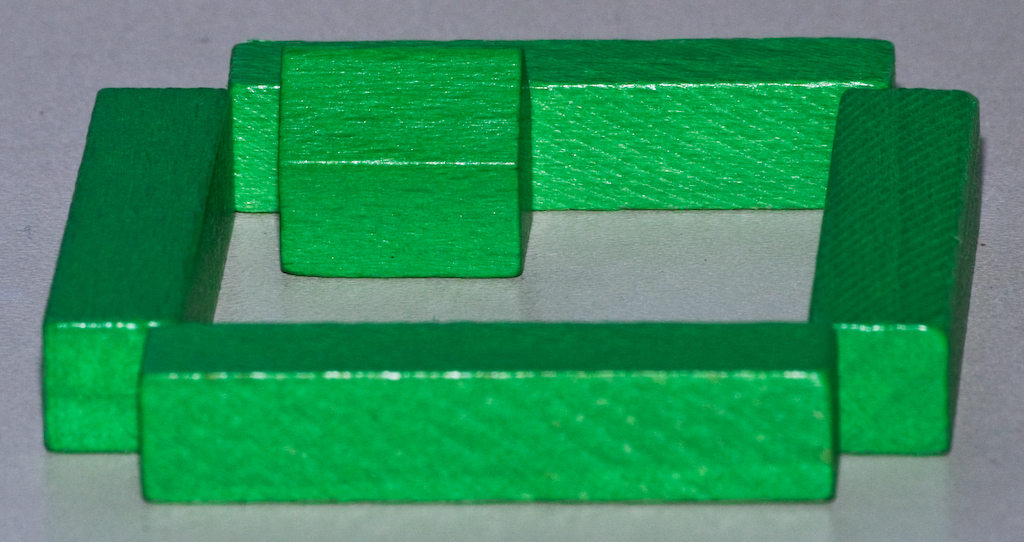
Zäune und Stall

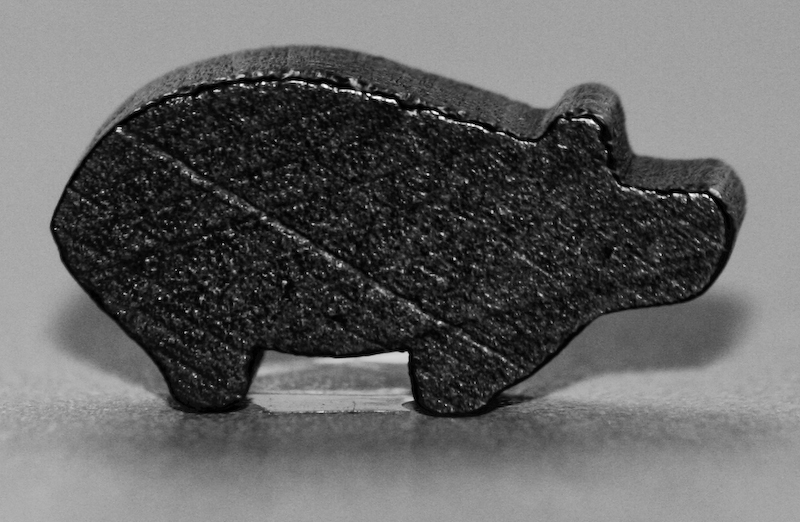
Wildschwein

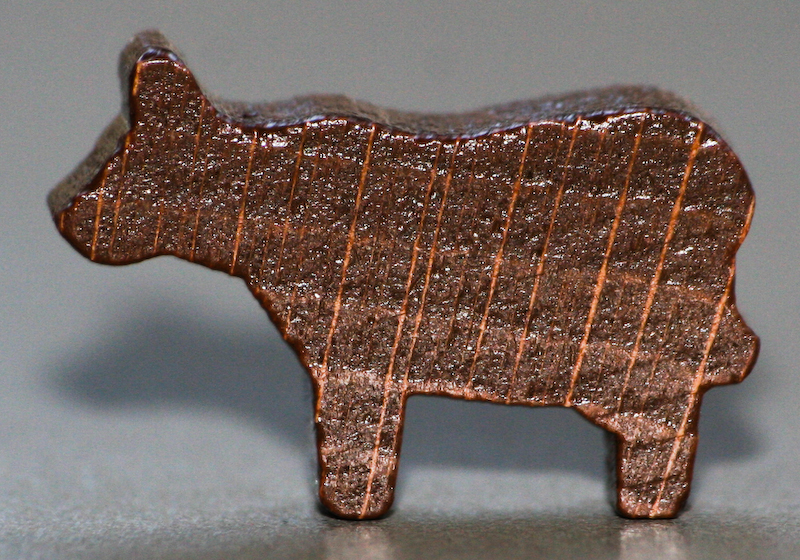
Rind

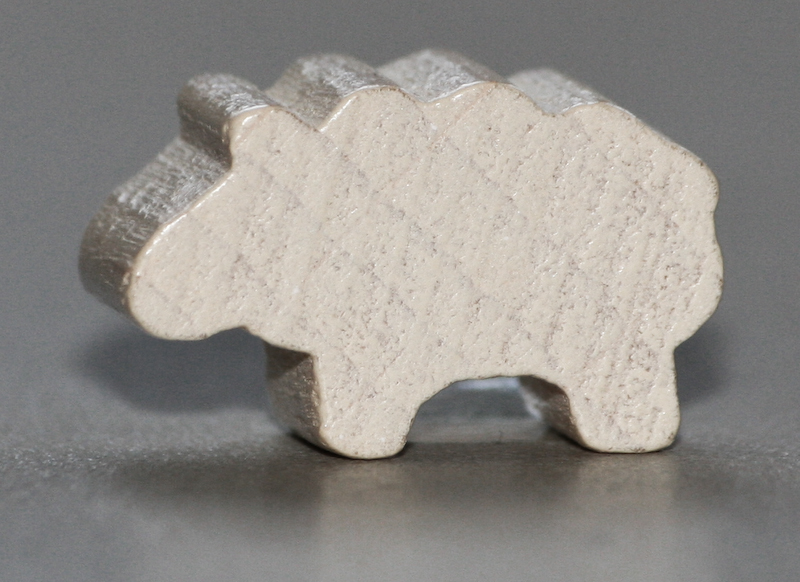
Schaf

Agricola (lat. „Bauer“) ist ein Brettspiel von Uwe Rosenberg für einen bis fünf Spieler. Es erschien 2007 beim Verlag Lookout Games. Der Spieler hat die Aufgabe, einen Bauernhof aufzubauen. Mittels Ackerbau und Viehzucht muss eine stetig wachsende Familie versorgt werden. Große und kleine Anschaffungen wie beispielsweise eine Kochstelle sowie Weiterbildung der Arbeiter ermöglichen eine effizientere Bewirtschaftung.
Die erste Auflage von Agricola wurde ausschließlich auf Deutsch vertrieben. Eine zweite Auflage (dann auch in Englisch, Französisch, Spanisch, Niederländisch, Tschechisch, Polnisch und Koreanisch erhältlich), in der einige der Spielsteine durch sogenannte Animeeples (hölzerne Tierfiguren statt Holzwürfel; ein Kofferwort aus animal (Tier) und meeple, wie die Spielfiguren im englischen Sprachraum zunächst bei Carcassonne, später auch allgemein genannt werden) ersetzt werden, ist im Sommer 2008 erschienen.
Die Jury des Kritikerpreises Spiel des Jahres hat Agricola den Sonderpreis „Komplexes Spiel“ 2008 verliehen. Außerdem wurde es auf den ersten Platz zum Deutschen Spiele Preis 2008 gewählt und erhielt den International Gamers Award 2008 in der Mehrspielerkategorie. Von 2008 bis 2010 hat es Puerto Rico bei BoardGameGeek zeitweilig als bestbewertetes Brettspiel abgelöst.
2010 war Agricola der Vertreter in der Kategorie Strategiespiel auf der Qualifikation zur deutschen Brettspielmeisterschaft.

## Spielidee

### Ähnlichkeiten zu anderen Spielen
Ähnlich wie bei Caylus oder Puerto Rico konkurrieren die Spieler in jeder Runde um verschiedene Aktionsmöglichkeiten. Darüber hinaus gibt es vergleichsweise wenig Interaktion. Agricola richtet sich an fortgeschrittene Spieler, die Spieldauer beträgt etwa 30 Minuten pro Spieler. Das Spiel kann auch solitär oder in einer vereinfachten Familienvariante gespielt werden.
2013 brachte Rosenberg das Nachfolgespiel Caverna – Die Höhlenbauern heraus, das häufig mit Agricola verglichen wird und den Spielern flexiblere Handlungsmöglichkeiten bietet.

### Rosenberg-Reihe
Inspiriert wurde Agricola laut Rosenberg von Caylus, einem Spiel, das im Herbst 2005 erschienen ist. Als zweite Inspirationsquelle diente Rosenberg ein eigener, thematisch noch nicht festgelegter Spieleentwurf aus dem gleichen Jahr, der 2009 unter dem Titel Vor den Toren von Loyang erschien. Zwei Jahre arbeitete Rosenberg intensiv an dem Spielprojekt, bis Agricola im Oktober 2007 erschienen ist. Als zweites Spiel in dieser Reihe erschien im Oktober 2008 Le Havre, ein Hafenspiel, das von Agricola und ebenfalls Caylus inspiriert wurde. Die weiteren Spiele in dieser Reihe sind Merkator, erschienen 2010, über Hamburgs wirtschaftlichen Aufstieg im Dreißigjährigen Krieg, sowie Ora et Labora, erschienen 2011, das die mittelalterliche Klosterwirtschaft behandelt.

## Spielmaterial
Das Spiel enthält neun Spielpläne, 360 Karten, über 300 Holz-Spielsteinen und 105 Papp-Marken.
| Spielmaterial Agricola |
| --- |
| - 5 Hofspielpläne - 3 Aktionstableaus - 1 Anschaffungsplan - 166 Ausbildungskarten - 136 kleine Anschaffungen - 10 große Anschaffungen - 16 Rundenkarten - 8 Bettelkarten - 6 Übersichtskarten - 2 Deckkarten - 4 Spielfigurensätze - 93 Material-Spielsteine - 45 Anbau-Spielsteine - 54 Tier-Spielsteine - 18 Äcker - 39 Hüttenplättchen - 36 Nahrungsmarken - 9 Multiplikator-Marken - 3 Anspruchsmarken - 1 Block - 1 Startspielerscheibe |

### Anspielungen
Eine Reihe der Karten sind Wortspiele mit den Namen realer Personen, etwa die Karten „Beckenbauer“ oder „Netzer“. Der „Hafenarbeiter“ karikiert den bekannten Spieleerfinder Klaus Teuber (Die Siedler von Catan). Auf der Karte „Lehnsherr“ ist der Mutant Magneto alias Erik Lensherr aus dem Film X-Men dargestellt.

### Erweiterungen
Die erste reguläre Erweiterung zu Agricola erschien im Oktober 2009 im Rahmen der Internationalen Spieltage in Essen unter dem Namen „Agricola – Die Moorbauern“. Darin werden unter anderem vor Spielbeginn auf dem Hofplan eines jeden Spielers Wald- und Moorplättchen gelegt sowie Pferde als neue Tierart hinzugefügt. Dazu gibt es Sonderaktionskarten, die man nutzen kann, anstatt einen Personenstein einzusetzen. Zusätzlich zu den Nährwerten gibt es als weitere Währung Brennwerte, mit denen die eigene Hütte in jeder Erntezeit geheizt werden muss. Die Erweiterung enthält auch 14 neue große Anschaffungen und 108 kleine Anschaffungen und erlaubt eine erweiterte Familienversion mit kleinen Anschaffungen, aber ohne Ausbildungen.
Im Oktober 2010 erschien das „Gamer’s Deck“, auch G-Deck genannt. Diese Erweiterung besteht aus 119 Karten, 59 kleinen Anschaffungen und 60 Ausbildungen. Es wird beim G-Deck oft von 120 Karten gesprochen, eine Karte ist jedoch nicht als Spielkarte geeignet, weil sie nur als Dekoration beiliegt. Der Kartensatz wurde über eine Internetplattform von Spielern für Spieler entwickelt und von Lookout Games realisiert.
Nach Erscheinen des Spiels wurden diverse kleine Ergänzungen für das Spiel veröffentlicht, auf Spielemessen oder Turnieren ausgegeben: „Z-Deck“ (24 Karten), „L-Deck“, „X-Deck“, „Ö-Deck“, „CZ-Deck“, „Agricola im Wald“-Deck (oftmals T-Deck genannt), „NL-Deck“, „WM-Deck“, „Biogas-Promokarte“, „Im Wandel der Jahreszeiten“-Spielfeld, Promokarten zu Turnieren in verschiedenen Städten (z. B. Darmstadt spielt), Korrekturdeck 1 und 2 für ältere Versionen von Agricola, modellierte Rohstoffe aus Holz und Aufkleber für Spielsteine.
Das Spiel ist auch als Mobile App für Apple iOS verfügbar.

## Auszeichnungen
- Spiel des Jahres, Sonderpreis „komplexes Spiel“ 2008
- Deutscher Spiele Preis 2008
- Spiel der Spiele: Spiele Hit für Experten 2008
- International Gamers Award 2008
- 2008 in die Hall of Games gewählt
- 2007 Wiener Spiele Mischung
- 2008 Hra roku Winner (Tschechien)
- 2008 Jda Juego del Año en España
- 2008 Japan Boardgame Prize: Platz 4
- 2009 As d’Or – Jeu de l’Année: Prix du Jury
- 2009 Niederländischer Spielepreis

Agricola erhielt daneben diverse Auszeichnungen von Online-Spieleseiten:
- 2007 H@ll9000 Lieblingsbrettspiel, Liebstes großes Spiel
- Meeples Choice Award 2007
- JogoEu User's Game (J.U.G.) 2008
- BoardGameGeek: GoldenGeek 2008: Game of the Year und Gamer's Game
- 2009 „Gra Roku“  und „Gra Roku – Wyróżnienie Graczy“ (Polen)[8]